# TarTar
TarTar var et trylleshow bestående af 10 episoder med Rune Klan. Det blev sendt på TV 2, maj og juni 2004 og senere samme år i december og januar 2005.
Showsne foregik forskellige steder i Danmark, hvor Rune Klan tryllede for folk.
Manuskriptet er skrevet af Michael "MC" Christiansen, Lars Wass, Carsten Eskelund og Rune Klan.
Programmet blev produceret af Mastiff Media.

## Sæsoner
Sæson 1
1. E01: Rune Klan tryller på Det Kongelige Teater. (22.05-2004)
2. E02: Rune Klan tryller på et plejehjem. (29.05-2004)
3. E03: Rune Klan tryller i Parken. (05.06-2004)

Sæson 2
1. E04: Rune Klan tryller på Rigshospitalet. (19.12-2004)
2. E05: Rune Klan tryller i Odense Zoo. (24.12-2004)
3. E06: Rune Klan tryller på brandstationen. (24.12-2004)
4. E07: Rune Klan tryller på modelbureauet. (29.12-2004)
5. E08: Rune Klan tryller på Blindeinstituttet. (30.12-2004)
6. E09: Rune Klan tryller på Oslofærgen. (31.12-2004)
7. E10: Rune Klan tryller for forsvaret. (02.01-2005)